# Adèle Csech
Adèle Csech est une actrice française née à Paris le 20 août 1990.

## Filmographie
Sauf indication contraire, les informations mentionnées dans cette section peuvent être confirmées par les bases de données cinématographiques IMDb et Allociné,  présentes dans la section « Liens externes ».
- 2004 : Arsène Lupin de Jean-Paul Salomé - Clarisse enfant
- 2005 : La Maison de Nina de Richard Dembo - Sylvie
- 2005 : La Femme coquelicot (téléfilm) de Jérôme Foulon
- 2006 : Les Petites Vacances d'Olivier Peyon - Marine
- 2008 : Guy Gilles et le temps désaccordé de Gaël Lépingle - la jeune fille
- 2018 : Plaire, aimer et courir vite de Christophe Honoré
- 2018 : L'Amour debout de Michaël Dacheux - Léa